# Scinax danae
Scinax danae és una espècie de granota que habita a Veneçuela i, possiblement també, a Guyana.